# 菱田諭士
菱田 諭士（ひしだ さとし、1979年4月21日 - ）は、日本の写真家、日本広告写真協会会員 、古武道家。大阪府大阪市出身。

## 略歴
2003年大谷大学卒。同年に写真家の須田一政の元で学び、2005年カブラギスタジオ入社。その後、新聞社の写真部でカメラマンとして勤務したのち独立。現在は広告や雑誌、映画や文化財などの撮影を主に手がけている。

## 人物
- 直木賞作家連城三紀彦の短編小説『私の叔父さん』が2012年に高橋克典主演で映画化された際には、カメラ機材を提供した事がきっかけで劇中に助手役として出演している。また、女優の西川可奈子とは親戚である。
- 神職資格を有しており、過去に神主として神社に奉職していた事がある。

## 古武道家として
- 上京を機に古武術道場の門を叩き本業の傍ら剣術、柔術、居合術などの修業に打ち込む。現在は武市半平太や岡田以蔵、中岡慎太郎らが学んだと言われ幕末三大流派の一つとして高名ながら、現在は失伝してしまった鏡新明智流の末流である直猶心流、鏡心流の技を全伝伝受している。

## 受賞歴
- 2004年　二科展奨励賞受賞[7]

## 主な展覧会

### 写真展
- 「Explore」ビーツ・ギャラリー（大阪、2003年）[8]
- 「時が刻む光譜」ギャラリー園（東京、2011年）[9]
- 「Hashima」ニコンプロムナード銀座（東京、2016年）[10]
- 「Hashima」ニコンプロムナード名古屋（愛知、2017年）[10]

### 企画展
- 「かみのひとひら 熊野」三重県立美術館（三重、2014年）[11]
- 「sinzan-yukoku」ジャパンフェスティバルベルリン2016 （ドイツ、2016年）

## 映画
- カーラヌカン（2018年3月10日公開、KATSU-do） - 東京編スチール担当